# St. Martin (Dasing)

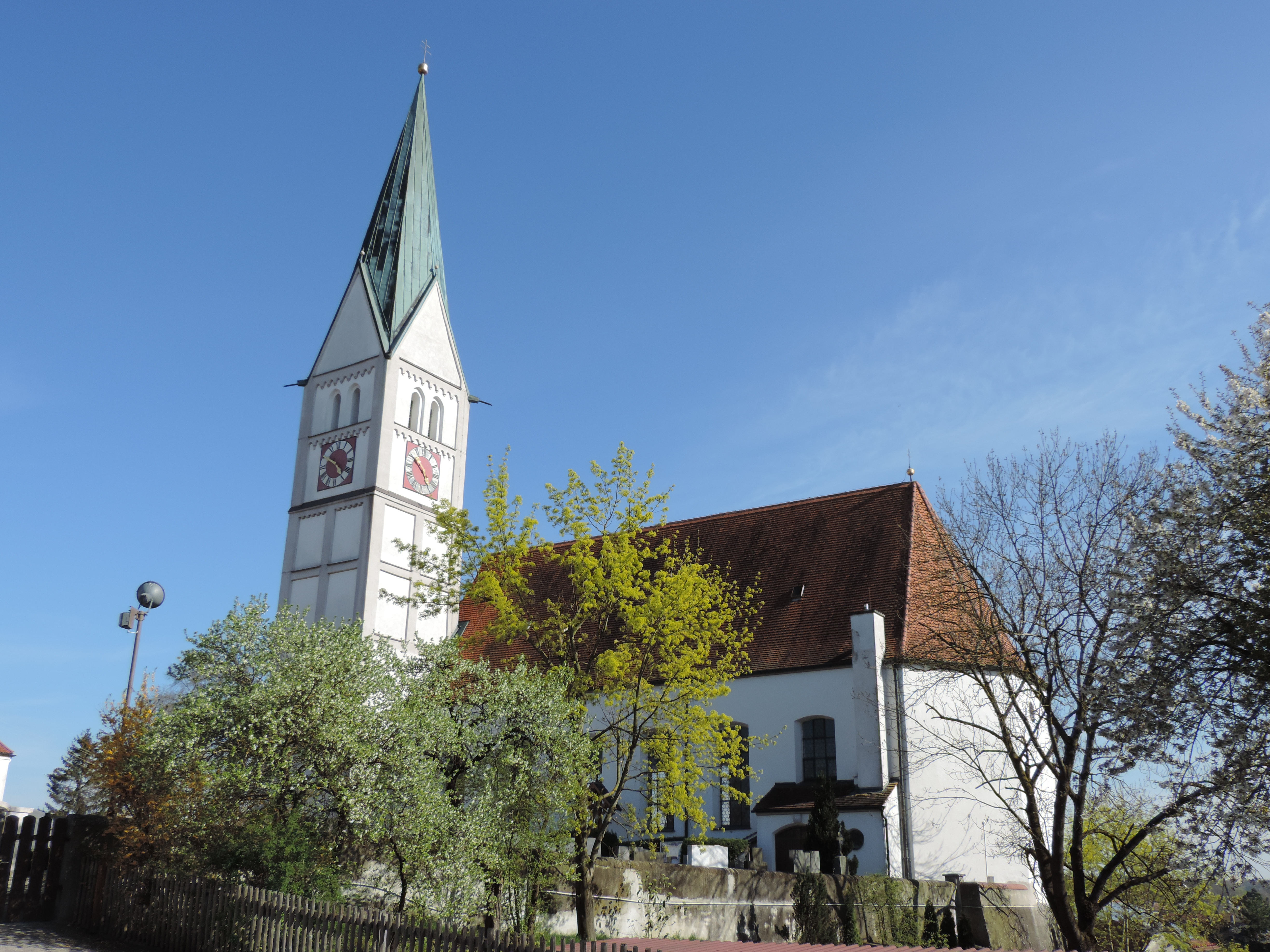
St. Martin in Dasing

Die römisch-katholische Pfarrkirche St. Martin ist ein Baudenkmal in Dasing im Landkreis Aichach-Friedberg im bayerischen Regierungsbezirk Schwaben.

## Geschichte

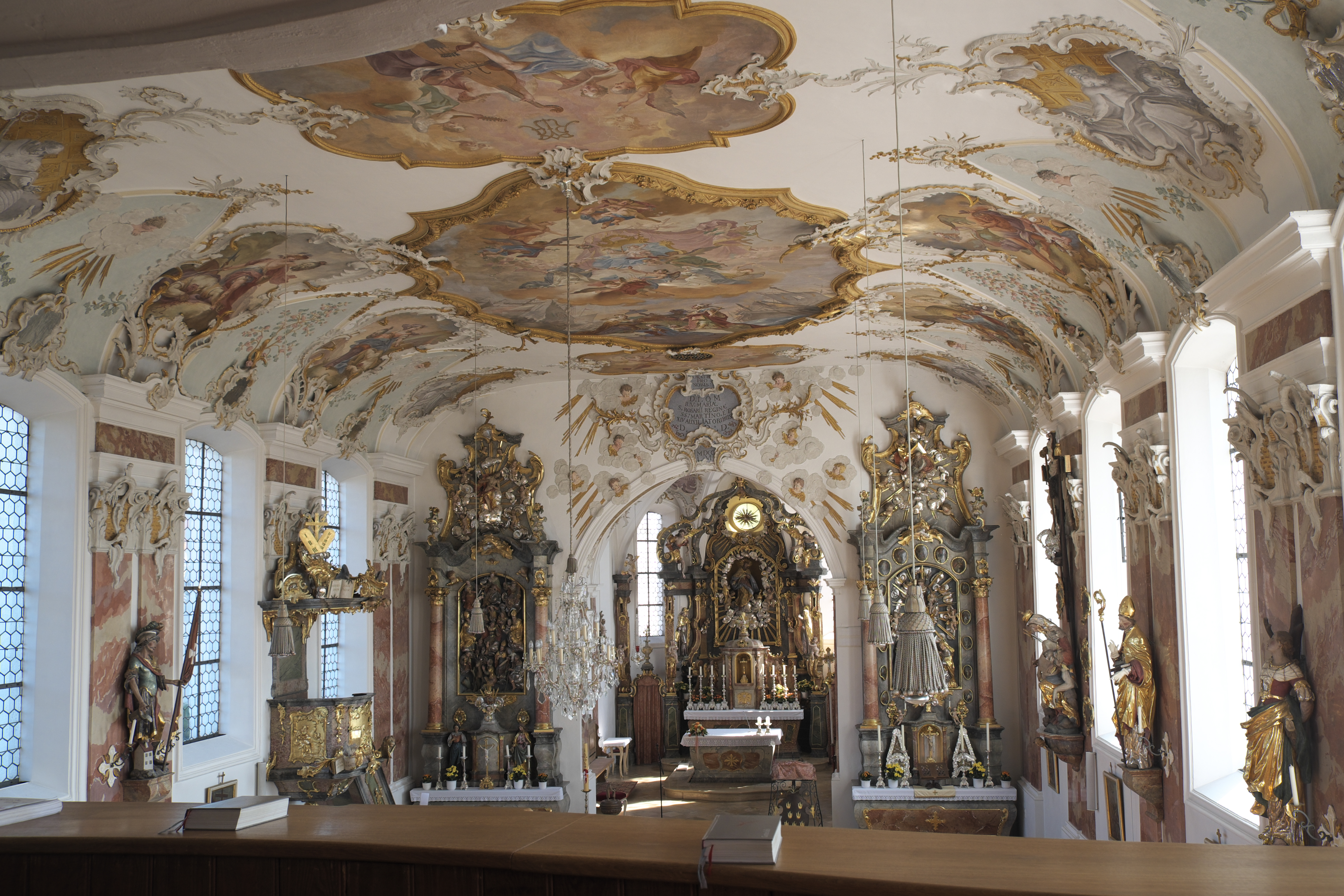
Innenraum

Vermutlich existierte bereits bei der Besiedelung des Ortes Ende des 7. Jahrhunderts eine dem heiligen Martin geweihte Kirche. Die Pfarrkirche wurde 1352 erstmals urkundlich erwähnt. Die Fundamente des Turms sind noch romanisch, der übrige Turm und der Chor wurden um 1360 errichtet und um 1515 verändert. Das Langhaus, gemäß dendrochronologischer Datierung um 1690/95 errichtet, wurde 1756 im Stil des Rokoko umgestaltet und 1938 nach Westen um zwei Achsen verlängert. Seit 1678 besteht eine Rosenkranzbruderschaft, die die Ausgestaltung der Kirche maßgeblich bestimmte.

## Baubeschreibung
Bei der Kirche handelt es sich um einen einschiffigen, durch Doppelpilaster gegliederten Saalbau mit flacher Stichkappentonne und eingezogenem, dreiseitig geschlossenem Chor. Der nördliche Turm mit quadratischem Grundriss ist mit Bogenfriesen und einem Spitzhelm zwischen Dreiecksgiebeln versehen.

## Ausstattung

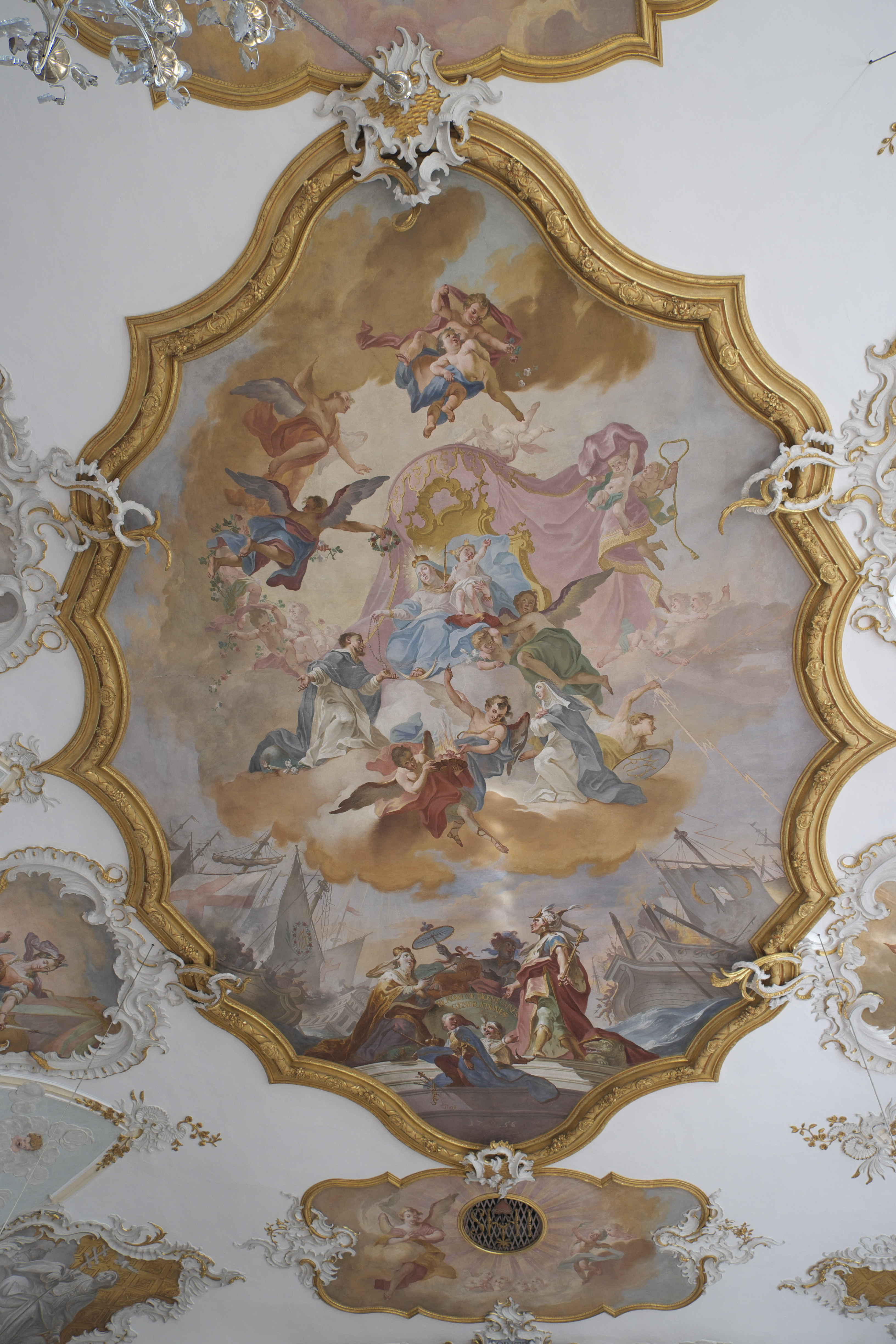
Langhausfresko

Die Ausstattung ist um 1755/56 entstanden. Die Stuckierung wird Franz Xaver Schmutzer zugeschrieben. Die Fresken stammen von Joseph Mages und stellen im Chor die Glorie des heiligen Martin sowie göttliche Tugenden und Starkmut sowie Embleme dar. An der Oratoriumsbrüstung ist Tod und Totenerweckung des heiligen Martin dargestellt. Das große Langhausfresko hat den Rosenkranz zum Thema. Seitlich sind die Kirchenväter, David und Goliath, Judith und Holofernes sowie Sturz der Laster dargestellt. An der Emporenbrüstung finden sich unten Darstellungen des reuigen Petrus, des segnenden Christus und die Bekehrung des Saulus. Oben sind die Evangelisten dargestellt. Die Rokoko-Altäre entstanden um 1755/56. Im Hochaltar finden sich Figuren des heiligen Martin (Mitte) neben den Heiligen Dominikus und Katharina von Siena. In den Seitenaltären finden sich Reliefs der 14 Nothelfer (links) und die Rosenkranzspende an die Heiligen Dominikus und Katharina von Siena umgeben von Kartuschen mit den Rosenkranzgeheimnissen. Die Rokokokanzel aus dem Jahr 1767 stammt von Franz de Paula Arnoldt mit Evangelistensymbolen und Reliefs des Guten Hirten sowie des reuigen Petrus.

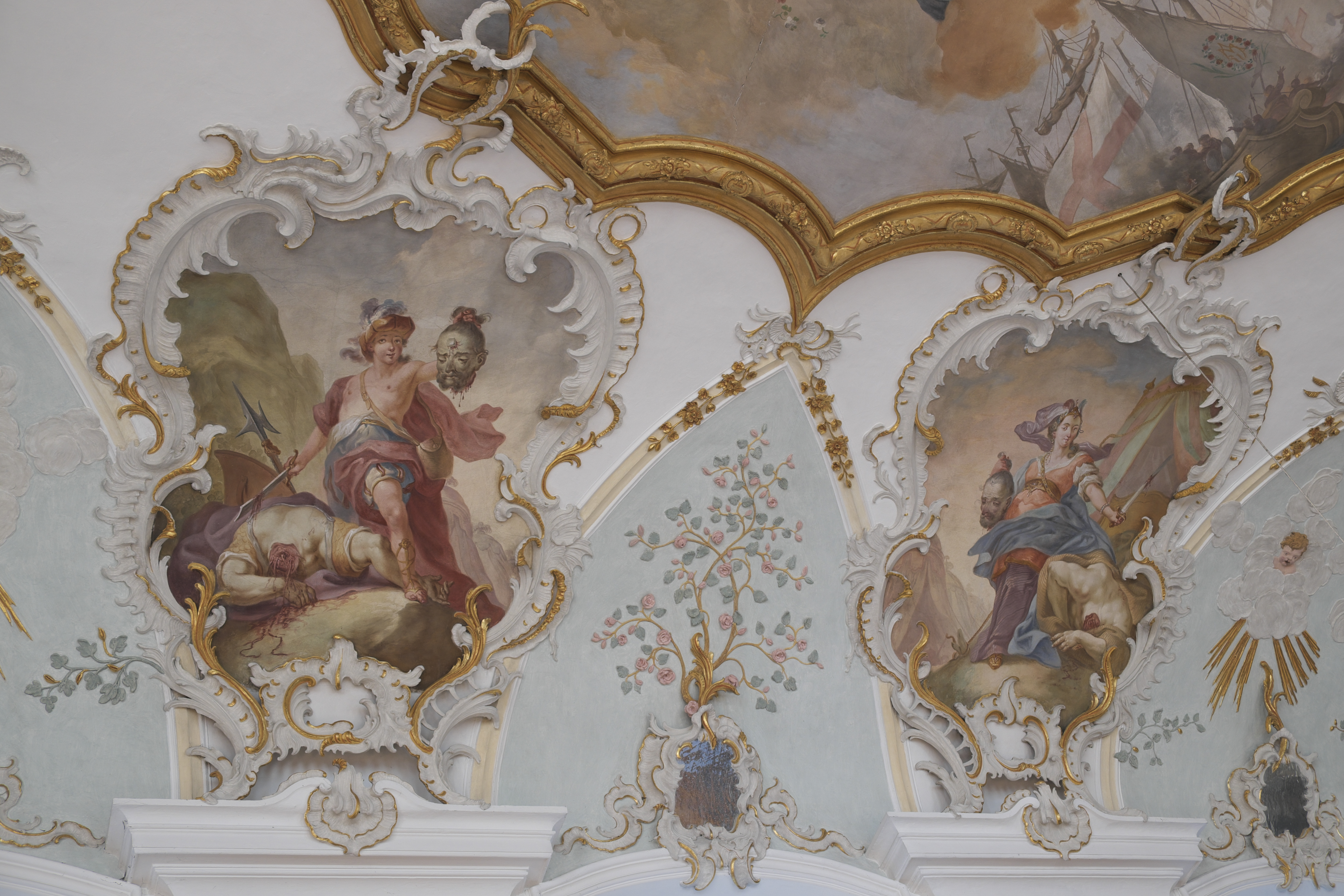
David und Goliath, Judith und Holofernes
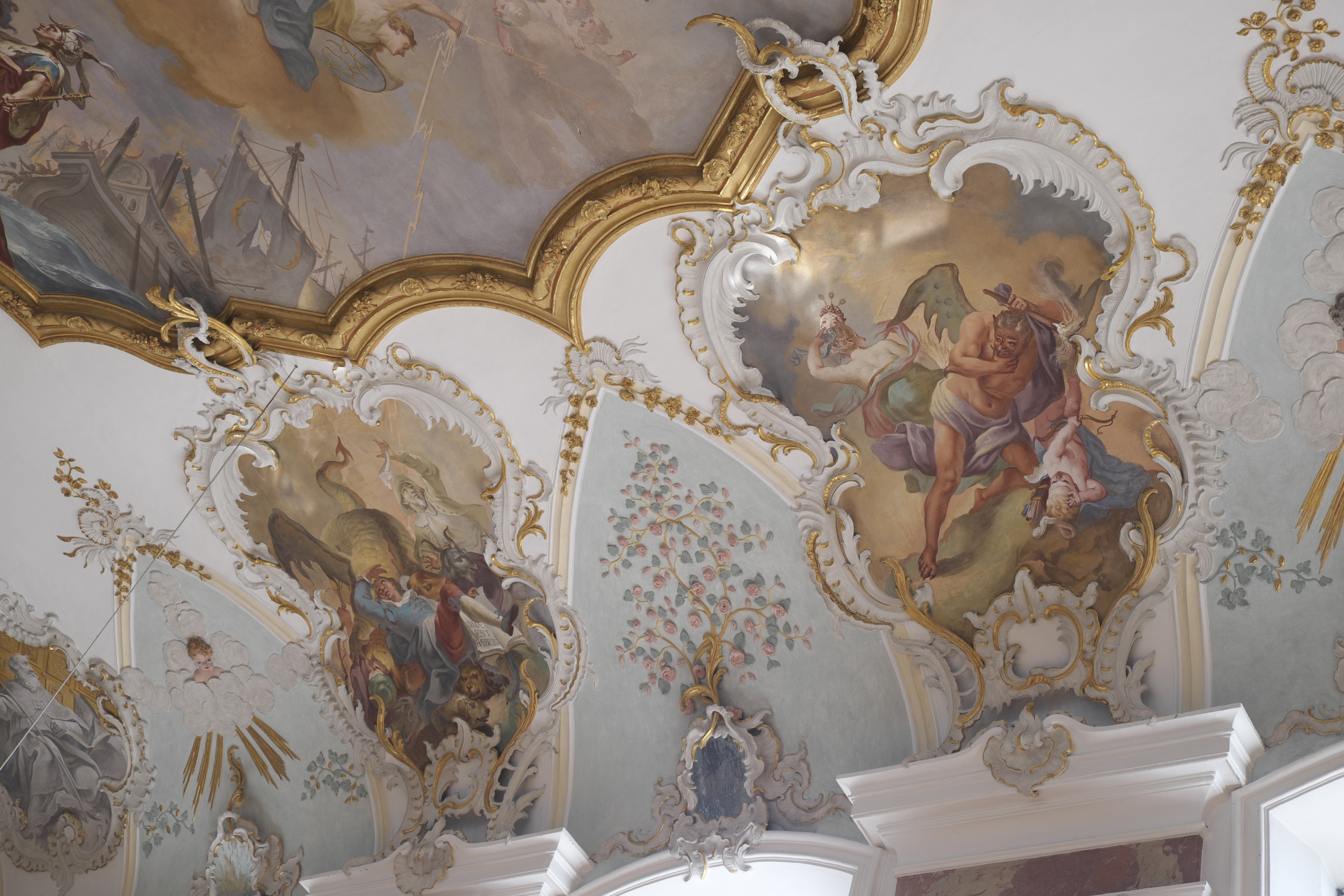
Sturz der Laster
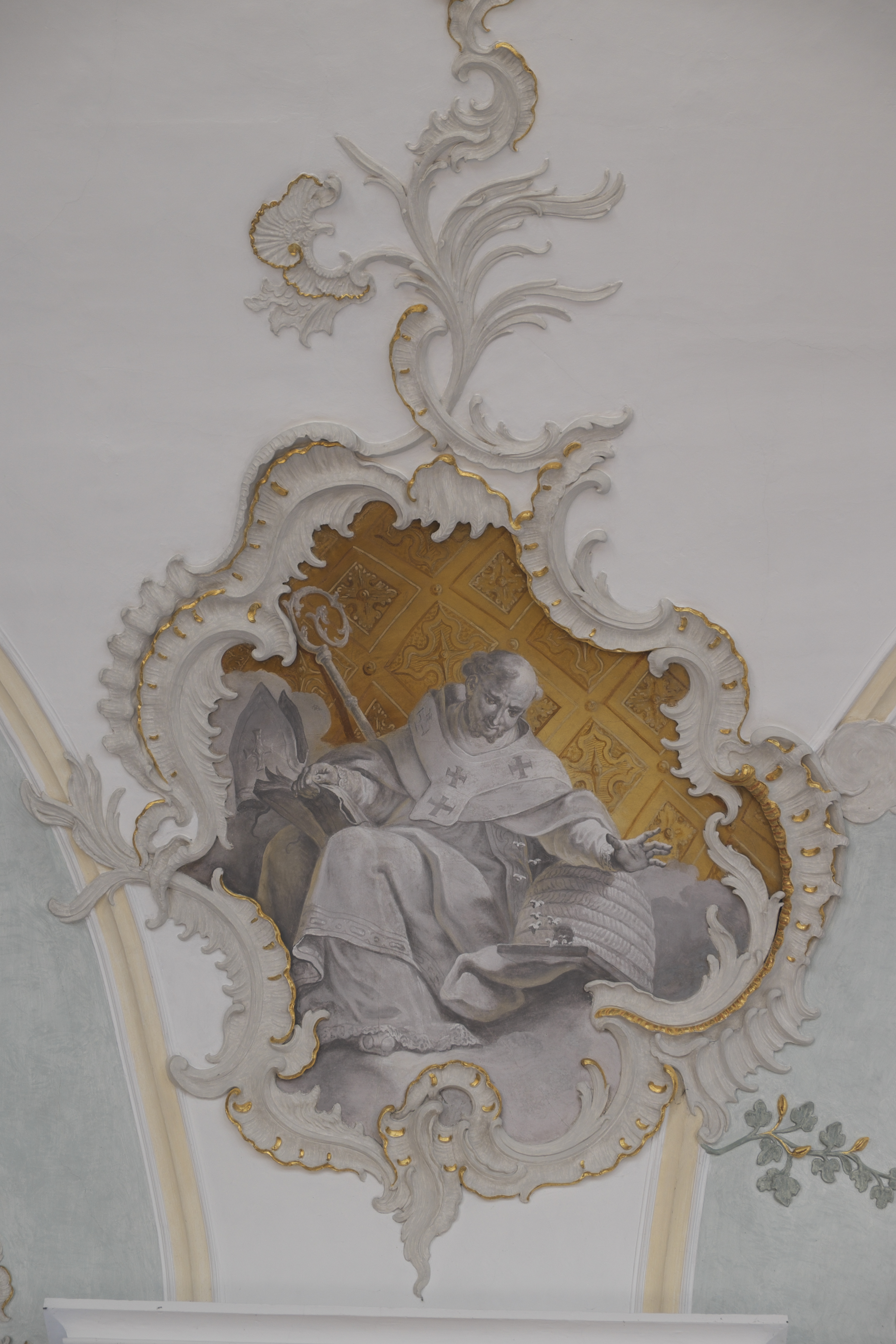
Kirchenvater Ambrosius
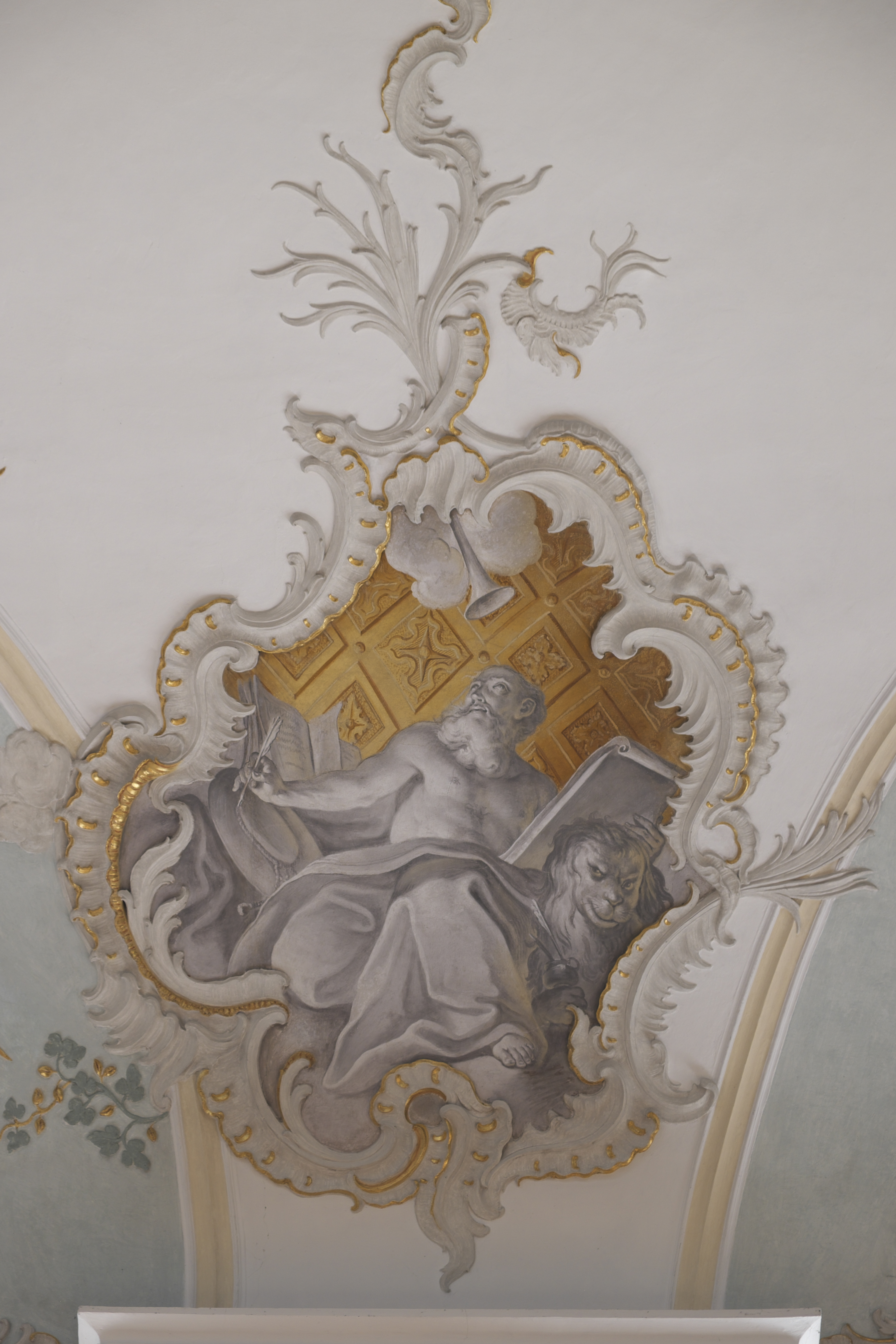
Kirchenvater Hieronymus